# Diablo Swing Orchestra
Diablo Swing Orchestra — шведская группа, играющая в стиле «авангардный метал». Музыка Diablo Swing Orchestra проистекает из классической оркестровой музыки и представляет собой смесь джаза, метала, виолончельной музыки и оперного женского вокала с текстами на английском и итальянском языках.

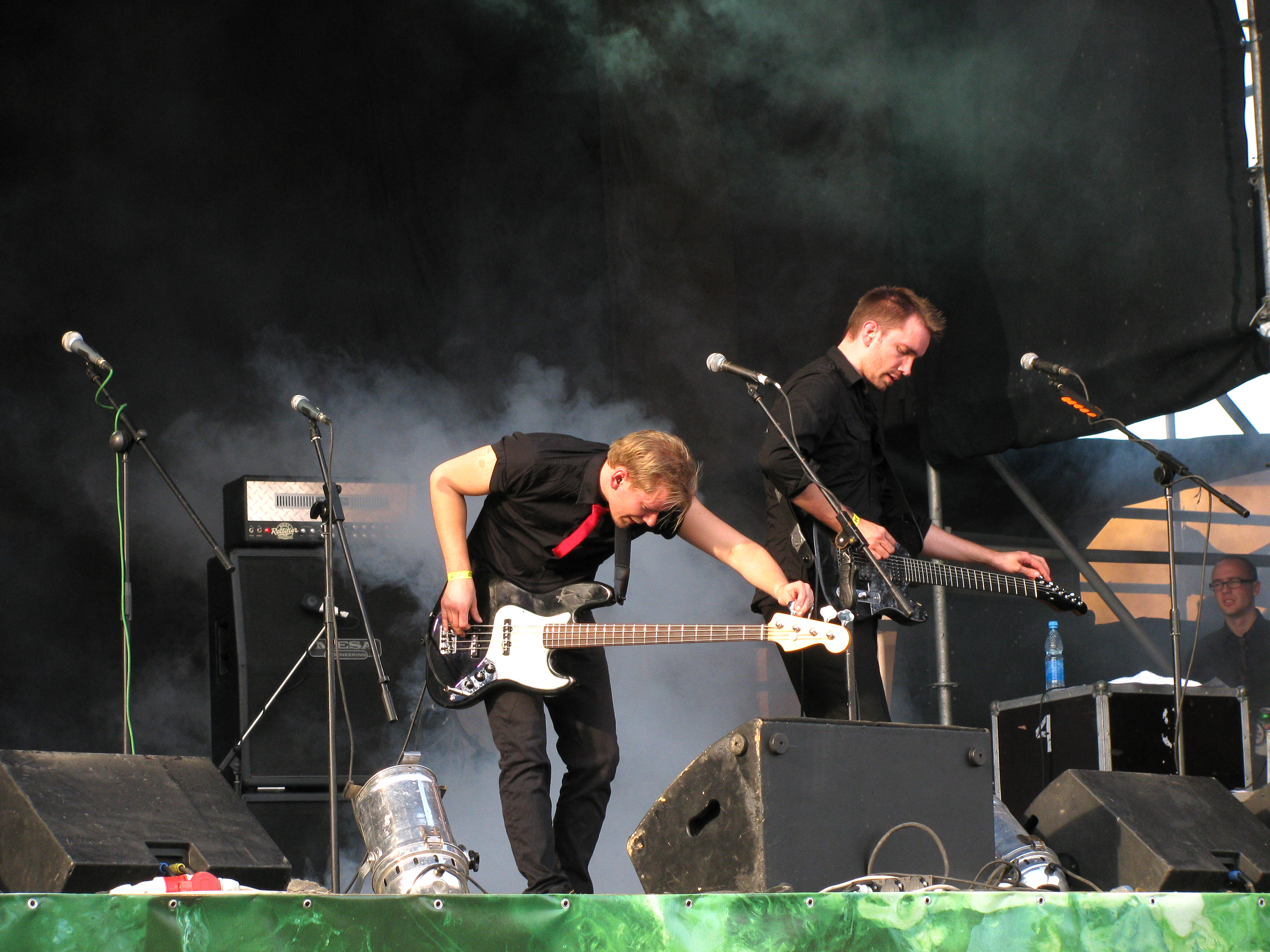
Diablo Swing Orchestra на Global East Festival в 2010 году

Интернет-журнал Metal Storm в 2006 году присудил группе победу в номинации «Сюрприз года» за альбом The Butcher’s Ballroom, а также вторые места в номинациях «Лучший дебютный альбом» и «Лучший альбом в жанре „авангардный метал“».
В 2014 году группу покинула вокалистка Аннлуисе Лёгдлунд. Её сменила Кристин Эвегорд.

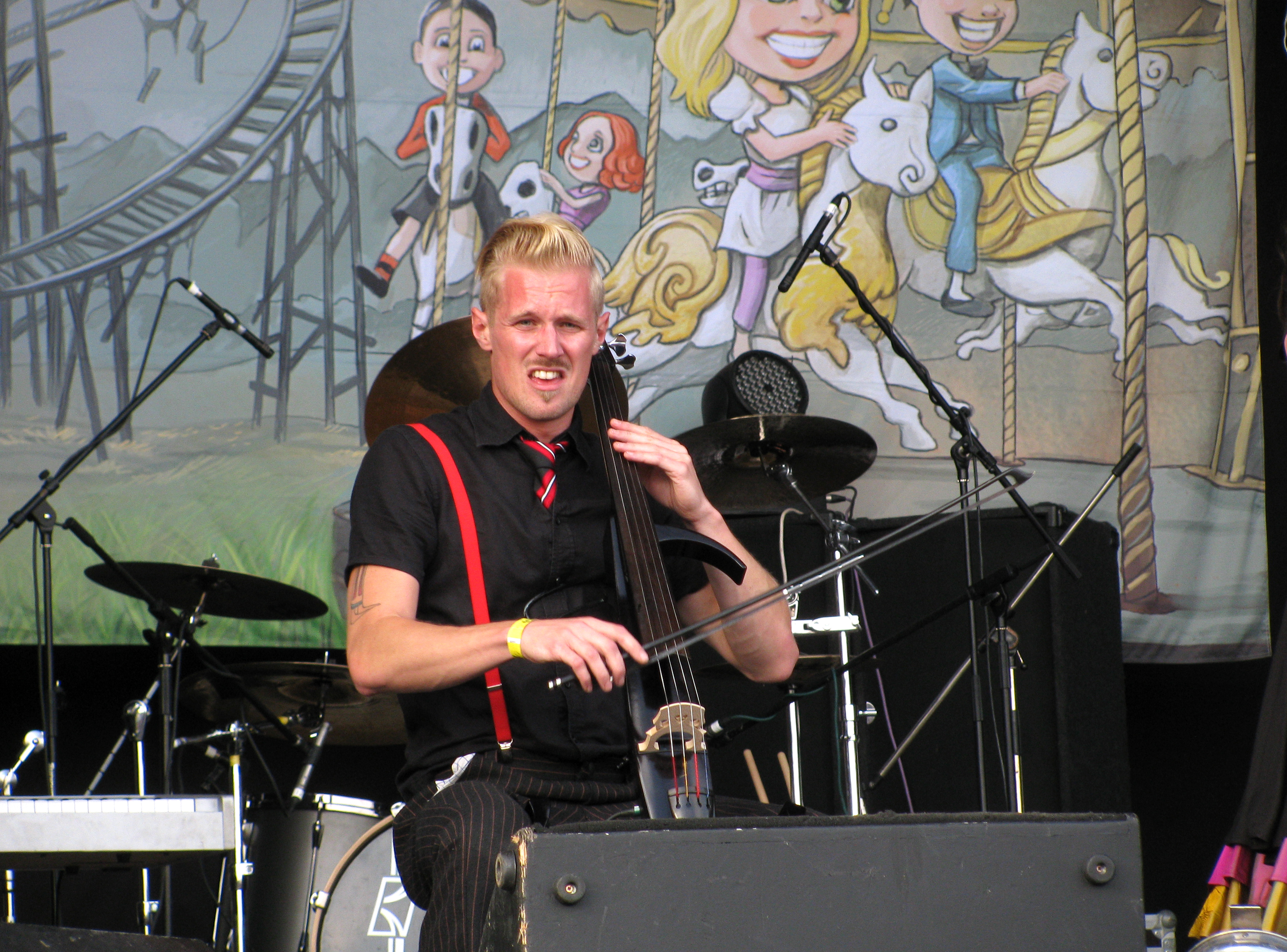
Diablo Swing Orchestra на Global East Festival в 2010 году

## Состав

### Текущий состав
- Кристин Эвегорд (швед. Kristin Evegård) — вокал[1].
- Даниель Хоканссон (швед. Daniel Håkansson) — гитара и вокал.
- Понтус Мантефорс (швед. Pontus Mantefors) — гитара и синтезатор, эффекты, вокал.
- Андерс Юханссон (швед. Andy Johansson) — бас.
- Йоханнес Бергион (швед. Johannes Bergion) — виолончель, бэк-вокал.
- Даниель Хедин (швед. Daniel Hedin) — тромбон, бэк-вокал (2010—…).
- Мартин Исакссон (швед. Martin Isaksson) — труба, бэк-вокал (2010—…).
- Юхан Норбек (швед. Johan Norbäck) — ударные (2012—…).

### Бывшие участники
- Аннлуисе Лёгдлунд (швед. Annlouice Lögdlund) — вокал[1] (2005—2014)
- Андреас Хальвардссон (швед. Andreas Halvardsson) — ударные (2003—2010)
- Петтер Карлссон (швед. Petter Karlsson) — ударные (2010—2012)
- Лиза Ханссон (швед. Lisa Hansson) — вокал[2][неавторитетный источник]

## Дискография
Студийные альбомы
- The Butcher’s Ballroom (2006)
- Sing Along Songs for the Damned & Delirious (2009)
- Pandora’s Piñata (2012)
- Pacifisticuffs[3] (2017)
- Swagger & Stroll Down the Rabbit Hole (2021)[4]

Мини-альбомы
- Borderline Hymns (2003)

Синглы
- «Voodoo Mon Amour» (2012)[5]
- «Jigsaw Hustle» (2014)[6]
- «Knucklehugs (Arm Yourself With Love)» (2017)
- «War Painted Valentine» (2021)
- «Celebremos Lo Inevitable» (2021)
- «Speed Dating an Arsonist» (2021)